# Deutsche Afrika-Post
Die Deutsche Afrika Post war eine Wochenzeitung in Johannesburg von 1929 bis 1943.

## Geschichte
Am 10. April 1929 erschien die erste Ausgabe der Deutschen Afrika-Post in Johannesburg. Der Herausgeber Lothar Kunze hatte einige Zeit vorher mit weiteren Mitarbeitern die Wochenzeitung Der Deutsch-Afrikaner verlassen, die er bis dahin geleitet hatte, da diese seiner Meinung nach der Weimarer Republik in Deutschland zu wenig distanziert gegenüberstand.
Die neue Zeitung sollte monarchistischer eingestellt bleiben.
Nach der Machtübernahme der Nationalsozialisten 1933 blieb die Konkurrenz zwischen beiden Zeitungen bestehen, da sich nun Der Deutsch-Afrikaner stärker an die neuen Machtverhältnisse anpasste, und die Deutsche Afrika-Post diesen etwas distanzierter gegenüberstand, es gab aber auch hier antisemitische Tendenzen.
1935 hatte die Deutsche Afrika-Post eine Auflage von etwa 600 Exemplaren, von denen aber ein Teil nach Südwestafrika verkauft wurde, während Der Deutsch-Afrikaner etwa 1.400 verkaufte Exemplare hatte.
Vom 16. Oktober 1943 ist die letzte Ausgabe der Deutschen Afrika-Post bekannt, die damit wahrscheinlich länger als die Konkurrenzzeitung bestand.